# Andri Xhahu
Andri Xhahu, född 30 april 1987 i Tirana, är en albansk TV- och radioprogramledare och journalist som varit programledare för programmet Gjithçka shqip på Radio Televizioni Shqiptar (RTSH) sedan 2008. Han är internationellt främst känd för att ha avlämnat Albaniens röster vid Eurovision Song Contest sedan 2012.
Xhahu inledde sin karriär 2003 då han ledde programmet Koha tendencë på Radio Koha under ett år. Mellan 2004 och 2007 hade han programmet Nata nuk do t'ja dijë på Radio Tirana (som ingår i RTSH). 2008 tog han över programmet Gjithçka shqip på RTSH och Radio Tirana och har lett det sedan dess. Under åren har han även lett tre andra program på Radio Tirana: Një tjetër mëngjes (2011), Pjesë e së tërës (2012-2013) och Udhëto me Andrin (2013-2015).
I maj 2012 fick han rollen som kommentator för RTSH som stod för den albanska sändningen av Eurovision Song Contest 2012 i Baku. Han kommenterade tillsammans med Alfred Kaçinari och avlämnade under finalen Albaniens röster. Därefter har han haft samma uppgift år 2013, 2014, 2015, 2016, 2017, 2018 och 2019. 2012 kommenterade han även Albaniens debut i Junior Eurovision Song Contest 2012 och senare även 2015, 2016, 2017, 2018 och 2019. Sedan 2013 kommenterar Xhahu även Sanremofestivalen. 2015 kommenterade han Eurovision Young Dancers.